# 神戸大学附属明石小学校

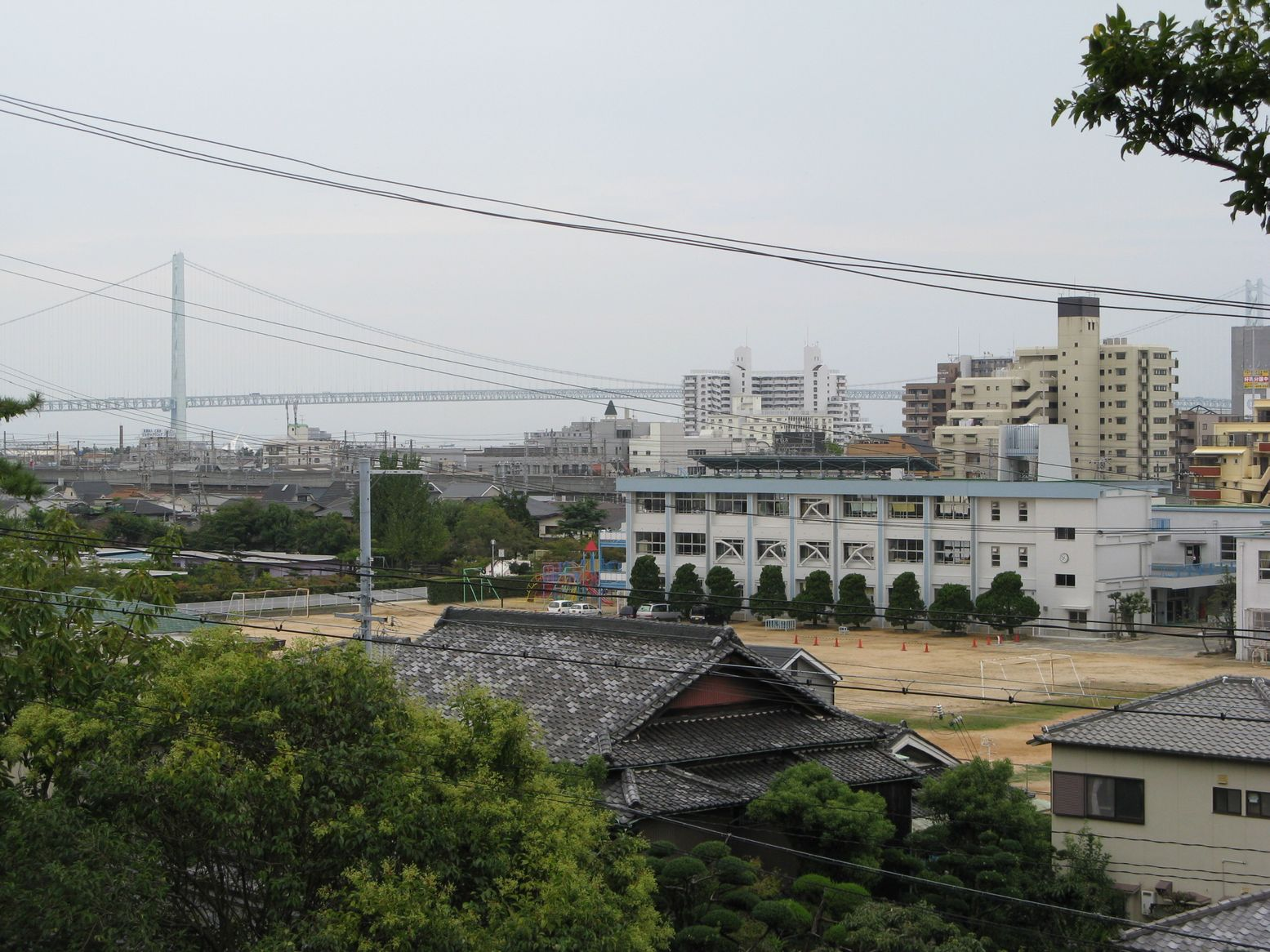
明石公園から校庭を望む

神戸大学附属明石小学校（こうべだいがくふぞくあかししょうがっこう）は、かつて兵庫県明石市にあった国立小学校。神戸大学の附属学校再編計画に伴い、2013年度をもって閉校となった。

## 沿革
- 1904年 - 兵庫県明石女子師範学校附属小学校として開校[1]。現校舎は当時の建物で日露戦争中に建設された事に成る。理科室の流しには鉛が貼られ当時としては相当考慮された施設が用意された。
- 1943年4月1日 - 官立移管　兵庫師範学校女子部附属国民学校と改称[1]。
- 1946年4月 - 兵庫師範学校女子部附属小学校と改称[1]。
- 1949年 - 神戸大学開学　神戸大学兵庫師範学校女子部附属小学校と改称。
- 1950年 - 神戸大学兵庫師範学校明石附属小学校と改称[1]。
- 1951年8月25日 - 神戸大学教育学部附属明石小学校と改称[1]。
- 1992年10月1日 - 神戸大学発達科学部附属明石小学校と改称[1]。
- 2009年4月1日 - 神戸大学附属明石小学校と改称[1]。新設の神戸大学附属小学校を併置。
- 2014年3月19日 - 閉校式・創立百十年記念式典が行われる[1]

## 通学区域
通学所要時間が片道30分程度の地域に保護者と共に在住すること。なお、神戸大学の附属学校再編計画に伴い、生徒の募集は2008年度（平成20年度）入学者を最後に停止した。

## 姉妹校
- 神戸大学附属住吉小学校

## 併設校
- 神戸大学附属小学校

## 交通アクセス
JR神戸線・山陽電鉄明石駅下車、徒歩6分。